# هاله پوچ
هاله پوچ (به انگلیسی: Phantom Halo) فیلمی محصول سال ۲۰۱۴ و به کارگردانی آنتونیا بوگدانوویچ است. در این فیلم بازیگرانی همچون لوک کلینتنک، توماس سنگستر، سباستین روشه، جردن دان، توبین بل، ربکا رومین، بنگا آکینابه و کلیر گرانت ایفای نقش کرده‌اند.